# Clube 15 de Novembro
Clube 15 de Novembro is een Braziliaanse voetbalclub uit Campo Bom in de staat Rio Grande do Sul. 

## Geschiedenis
De club werd opgericht op 15 november 1911 als Esporte Clube 15 de Novembro. Op 30 april 1975 fuseerde de club met Sociedade Concórdia, deze club werd in 1893 opgericht als schuttersvereniging  Sociedade Alemã de Atiradores. De fusieclub nam de naam Clube 15 de Novembro aan. In 1994 werd de club een profclub. In 2002 bereikte de club de finale van het staatskampioenschap, die ze verloren van het grote SC Internacional, een prestatie die de club een jaar later herhaalde en nog eens in 2005.

## Bekende ex-spelers
- Reginaldo de Santana